# Nguyên lý Cavalieri

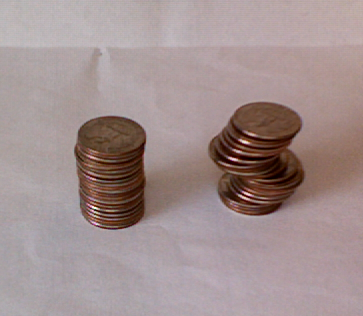
Giải thích Nguyên lý Cavalieri với những đồng xu

Nguyên lý Cavalieri (tiếng Anh: Cavalieri's principle) là một nguyên lý toán học, được nhà toán học người Ý Bonaventura Cavalieri đề xuất.
Nguyên lý có nội dung cơ bản là thể tích của hai đối tượng bằng nhau nếu các mặt cắt tương ứng của chúng bằng nhau.
Nguyên lý này được sử dụng từ rất lâu, cụ thể là Trung Quốc cổ đại. Có thể Pythagoras đã sử dụng tư tưởng tư duy của nó để chứng minh định lý nổi tiếng mang tên mình. Sau khi được đề xuất, nguyên lý Cavalieri đã tiến gần đến tư tưởng của tích phân và phát huy được nhiều ứng dụng trong toán học, đặc biệt là trong tính thể tích.

## Nội dung
Nếu hai hình khối (dù giới hạn bởi mặt phẳng hay mặt cong) có thể đặt sao cho với mọi mặt phẳng song song với một mặt phẳng cho trước, tiết diện của các hình khối cắt bởi các mặt phẳng này là tương đương, thì thể tích các hình khối này bằng nhau.